# Humberville
Humberville ist eine französische Gemeinde mit 58 Einwohnern (Stand: 1. Januar 2022) im Département Haute-Marne in der Region Grand Est (bis 2015 Champagne-Ardenne). Sie gehört zum Arrondissement Chaumont und zum Gemeindeverband Meuse Rognon. Die Bewohner werden Humbervillois genannt.

## Geografie
Die Gemeinde Humberville liegt in der Landschaft Bassigny am Nordrand des Plateaus von Langres, etwa 26 Kilometer südwestlich von Neufchâteau und 29 Kilometer nordöstlich von Chaumont. Das 6,44 km² umfassende Gemeindegebiet ist zur Hälfte mit Wald bedeckt (Les Vaux, Bois de Berthelémont). Das Flüsschen Manoise durchquert die Gemeinde, es entwässert über die Sueurre und den Rognon zur Marne. Zur Gemeinde gehört neben dem Dorf Humberville der Ortsteil Fleuret. Umgeben wird Humberville von den Nachbargemeinden Orquevaux im Nordosten, Saint-Blin im Südosten, Manois im Südwesten sowie Reynel im Nordwesten.

## Bevölkerungsentwicklung
| Jahr      | 1962 | 1968 | 1975 | 1982 | 1990 | 1999 | 2006 | 2013 | 2021 |
| Einwohner | 103  | 82   | 77   | 84   | 75   | 65   | 61   | 73   | 60   |

Im Jahr 1866 wurde mit 233 Bewohnern die bisher höchste Einwohnerzahl ermittelt. Die Zahlen basieren auf den Daten von cassini.ehess und INSEE.

## Sehenswürdigkeiten
- Kirche Saint-Hilaire
- Lavoir

## Wirtschaft und Infrastruktur
In der Gemeinde Humberville sind sieben Landwirtschaftsbetriebe ansässig (Getreide- und Gemüseanbau, Rinderzucht).
Humberville liegt abseits der überregional wichtigen Verkehrsströme. Die Gemeinde ist durch Straßen mit Saint-Blin, Manois und Orquevaux verbunden. In der drei Kilometer südwestlich gelegenen Gemeinde Saint-Blin besteht Anschluss an die frühere RN 427 (heutige D674) von Neufchâteau nach Chaumont. Ein Autobahnanschluss an die Autoroute A31 liegt 30 Kilometer südöstlich in Vrécourt.

## Belege
1. ↑  Humberville auf cassini.ehess.fr
2. ↑  Humberville auf insee.fr
3. ↑  Landwirtschaftsbetriebe auf annuaire-mairie.fr (französisch)